# Tari

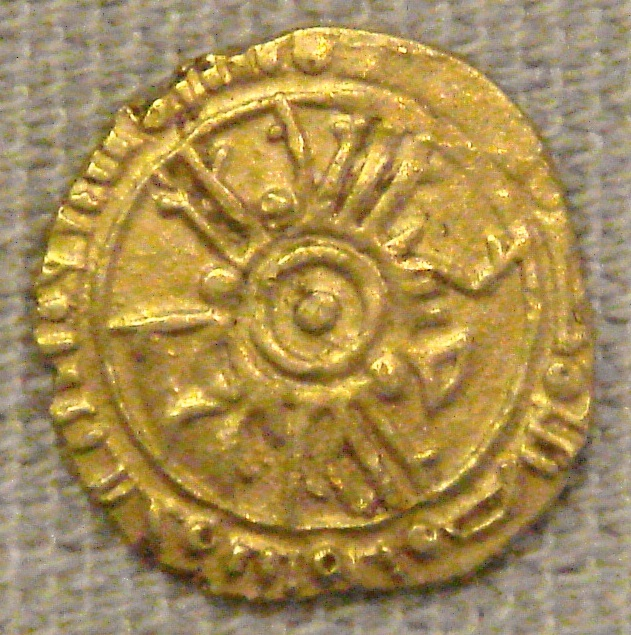
Tari normando de Roger II de Sicilia, con inscripciones en árabe, acuñado en Palermo. Ahora en el Museo Británico.

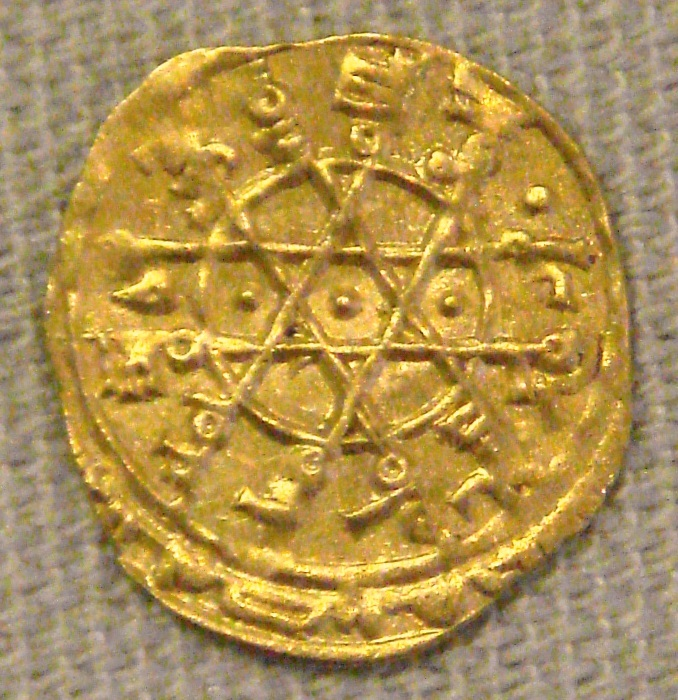
Un ruba'i/tarì siciliano pre-normando con el nombre del califa Al-Mustansir. Museo Británico

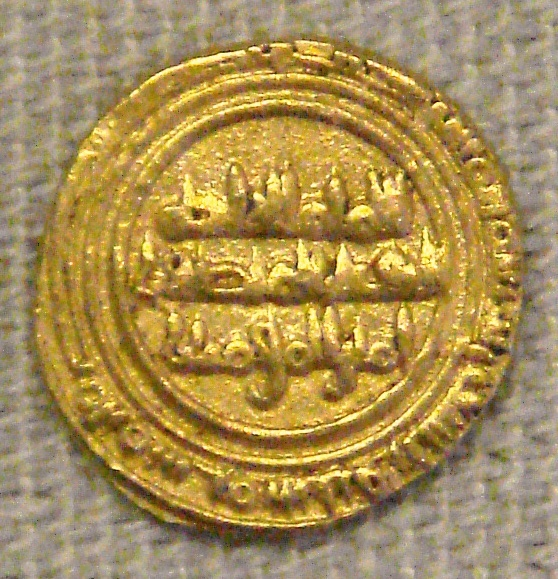
Un ruba'i/tarì siciliano pre-normando con el nombre del califa Al-Hákim, 1005. Museo Británico

Un tari (del árabe طري ṭarī, lit. "fresco" o "dinero recién acuñado") fue la designación cristiana de un tipo de moneda de oro, o plata, de origen islámico acuñado en Sicilia, Malta y el sur de Italia desde aproximadamente 913 hasta el siglo XIII.

## Historia
En el mundo islámico, este tipo de moneda se designó con el nombre de ruba'i, o cuarto de dinar, ya que pesaba 1,05 g de oro. El ruba'i había sido acuñado por los musulmanes en Sicilia, a diferencia de los gobernantes musulmanes del norte de África, que preferían el dinar más grande. Se hizo muy popular ya que era más pequeño y, por lo tanto, más adecuado que el dinar de 4,25 g que era de gran tamaño.
Los taris estaban tan extendidos que se hicieron imitaciones en el sur de Italia (Amalfi y Salerno) desde mediados del siglo X, que solo usaban imitaciones ilegibles "pseudo-cúficas" del árabe. Cuando los normandos invadieron Sicilia en el siglo XI, emitieron monedas tari con leyendas en árabe y latín. Roger II de Sicilia emitió tales monedas, convirtiéndose en el único gobernante occidental en ese momento en acuñar monedas de oro. Su composición era 16 quilates de oro con un poco de adjunción de plata y cobre. Los tari también fueron producidos por los Hohenstaufens y los primeros Angevinos.
Las monedas de tari generalmente se acuñaban con el oro africano obtenido de Misrata o Túnez en el norte de África a cambio de grano.
Hoy en día, el tari es una subunidad (1/12) del escudo maltés, monedas que sirven de recuerdo a las emitidas por la Soberana Orden Militar de Malta.